# Rakitnoje (Belgorod)
Rakitnoje (russisch Ракитное) ist eine Siedlung städtischen Typs in der Oblast Belgorod (Russland) mit 10.286 Einwohnern (Stand 14. Oktober 2010).

## Geographie
Die Siedlung liegt knapp 60 Kilometer Luftlinie nordwestlich des Oblastverwaltungszentrums Belgorod, am Oberlauf des Flüsschens Rakita (auch Rakitnaja), das über die Pena zum linken Dnepr-Nebenfluss Psjol fließt. Das Wort rakita, von dem auch der Ortsname abgeleitet ist, ist eine der russischen Bezeichnungen der Silber-Weide.
Rakitnoje ist Verwaltungszentrum des gleichnamigen Rajons Rakitnoje.

## Geschichte
Der Ort wurde 1652 auf Ländereien gegründet, die dem ukrainischen Hetman aus der Familie Kotschubei gehörte. Später gingen die Besitzungen an den Vertrauten des Zaren Peter I. Alexander Menschikow über, nach dessen Sturz 1728 an die Adelsfamilie Jussupow. Bis zur Revolution von 1917 wurden von der Sloboda Rakitnaja, wie der Ort in der Zeit genannt wurde, die riesigen Güter der Familie Jussupow in den Gouvernements Kursk, Woronesch, Charkow und Poltawa verwaltet.
Am 30. Juli 1928 wurde Rakitnoje Verwaltungszentrum eines Rajons. Im Zweiten Weltkrieg war der Ort vom 20. Oktober 1941 bis zum Frühjahr 1943 von der deutschen Wehrmacht besetzt, lag aber noch bis zur Schlacht im Kursker Bogen im Sommer 1943 in Frontnähe. 1975 erhielt Rakitnoje den Status einer Siedlung städtischen Typs.

### Bevölkerungsentwicklung
| Jahr | Einwohner |
| ---- | --------- |
| 1939 | 2.294     |
| 1959 | 6.921     |
| 1970 | 7.157     |
| 1979 | 10.224    |
| 1989 | 11.211    |
| 2002 | 10.462    |
| 2010 | 10.286    |

Anmerkung: Volkszählungsdaten

## Sehenswürdigkeiten

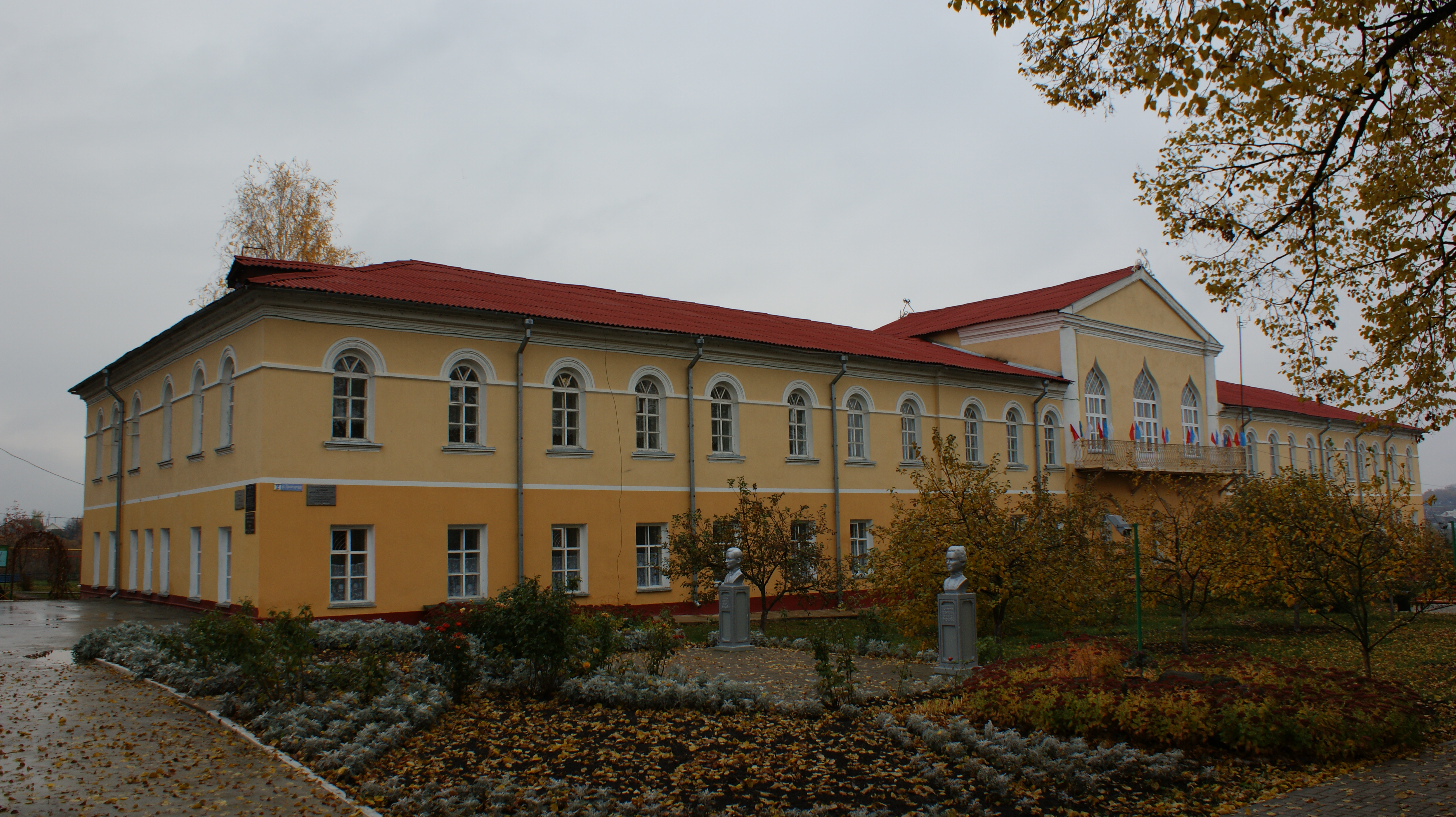
Residenz der Familie Jussupow von 1840

In Rakitnoje befinden sich die gut erhaltene Residenz der Familie Jussupow von 1840 (Abbildung) sowie die Nikolai-Kirche (Swjato-Nikolskaja zerkow) von 1832.

## Wirtschaft und Infrastruktur
In Rakitnoje gibt es Betriebe der Lebensmittelindustrie und eine Armaturenfabrik.
Einige Kilometer südwestlich von Rakitnoje liegt bei der Siedlung Proletarski die Bahnstation Gotnja, bei der sich die Strecken Belgorod – Sumy (Ukraine) und Brjansk – Charkow kreuzen. Von dort führt eine Stichbahn zur im Ort Rakitnoje gelegenen Station Sinaidino, auf der heute nur Güterverkehr betrieben wird.

## Söhne und Töchter des Ortes
- Grigori Postnikow (1914–1978), Bildhauer